# Wim Kan

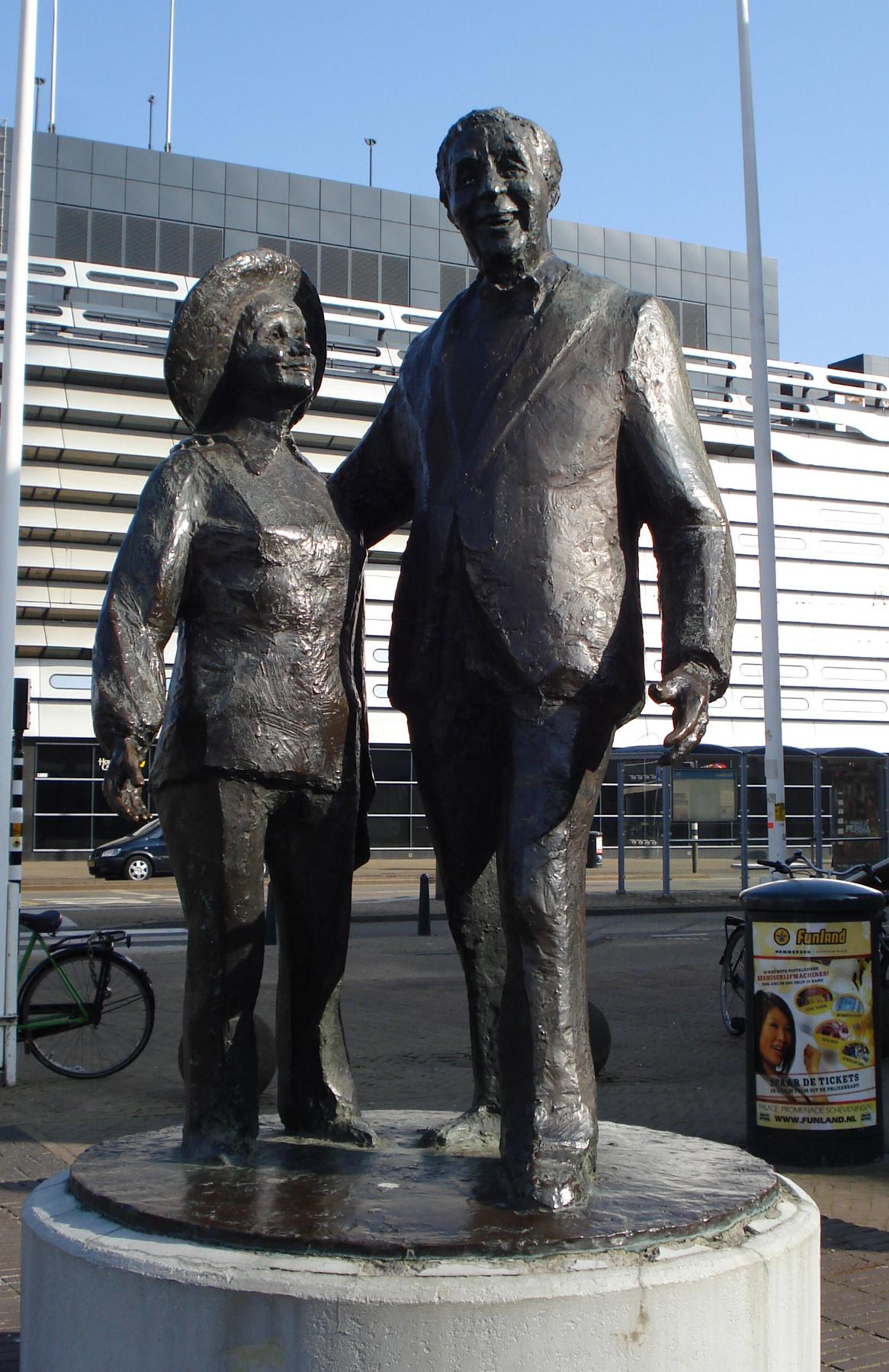
Kunstwerk 'Wim Kan en Corry Vonk' van Siemen Bolhuis op het Gevers Deynootplein in Scheveningen

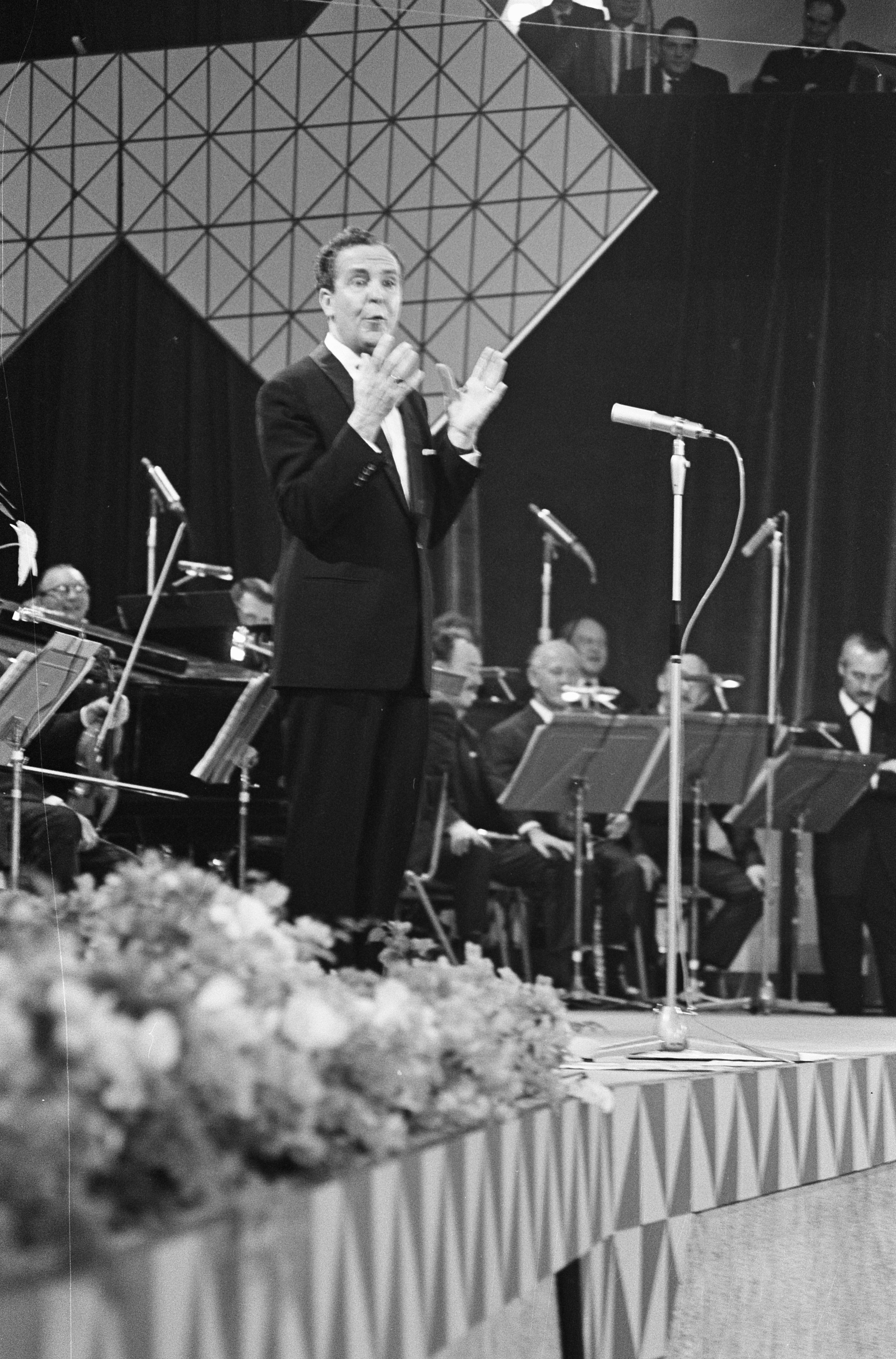
Wim Kan in 1963 tijdens het Grand Gala du Disque Populaire

Willem Cornelis (Wim) Kan (Scheveningen, 15 januari 1911 – Nijmegen, 8 september 1983) was een Nederlands cabaretier. Hij wordt als een van de "Grote Drie van het Nederlandse cabaret" van na de Tweede Wereldoorlog beschouwd, samen met Wim Sonneveld en Toon Hermans.

## Levensloop
Kan werd geboren te Scheveningen als derde kind van de ambtenaar Jan Kan, die minister van Binnenlandse Zaken en Landbouw zou worden, en Helena Cornelia Schalkwijk. Zijn broer Jan M. Kan was lid van de Raad van State.
Op zijn zevende speelde Kan thuis met een marionettentheater. Ook imiteerde hij met zijn zuster Truus de buren. Kan zat op meerdere middelbare scholen, omdat hij verscheidene keren van school werd gestuurd. Hij ging naar de toneelschool in Amsterdam, waar hij een klasgenoot was van Ank van der Moer. Ook deze school maakte hij niet af. Kan speelde in 1930 buiten schooltijd in een toneelstuk mee en leerde daardoor de tien jaar oudere revuester Corry Vonk kennen. Ze traden op 28 juni 1933 in het huwelijk. Op 1 oktober 1931 debuteerde hij officieel bij het Nederlands-Indisch toneel van Cor Ruys. De première vond plaats in de Princesse Schouwburg in Den Haag, in het stuk Mijn zoon Etienne.
Kan begon teksten te schrijven voor de revue van zijn vrouw, en op 15 augustus 1936 richtten ze samen het ABC-cabaret op. Dit zou een leerschool worden voor jong talent. De voorstellingen waren een groot succes en het ABC-cabaret trad in 1938 op in een experimentele televisie-uitzending die pionier Erik de Vries verzorgde in de Utrechtse Jaarbeurs. In datzelfde jaar sloot het ABC-cabaret een verbond met Louis Davids met wie zij de revue Lentemelodie opvoerden, waarin Davids de conference verzorgde en het ABC-cabaret verschillende sketches en liedjes.
In 1937 vertolkte Kan een bijrol in de film Pygmalion van regisseur Ludwig Berger en producent Rudy Meyer, met Lily Bouwmeester in de hoofdrol.
Eind 1939 vertrok het ABC-cabaret op uitnodiging van de Nederlandsch-Indische Kunstkringen op tournee naar Nederlands-Indië voor een tournee van honderd dagen over vier eilanden van de Archipel. Doordat Duitsland Nederland binnenviel, konden de Kans niet terugkeren. Terwijl ze in Nederlands-Indië bleven optreden, werd Kan in Bandoeng gemobiliseerd bij het hoofdkwartier van het veldleger van het KNIL als soldaat-omroeper bij de generale staf. Op 7 maart 1942 viel Japan de kolonie binnen. Kan werd op 13 maart krijgsgevangen gemaakt, met POW-nummer 71502 en kwam achtereenvolgens terecht in dertien kampen. Hier trad hij op en probeerde het moreel van de gevangenen hoog te houden. Corry kwam terecht in een burgerinterneringskamp. Gedurende de oorlog zouden ze elkaar niet zien. Ze konden elkaar wel door briefwisseling op de hoogte houden.

### Birmaspoorweg en Hirohito
Kan kwam uiteindelijk terecht in een krijgsgevangenkamp bij de Birmaspoorweg. Hij kreeg als hulp van de kamparts een relatief beschermde positie, waardoor hij minder hoefde te werken dan de doorsnee krijgsgevangene. De ellende van zijn verblijf in Birma verwerkte Kan na de oorlog in zijn optredens. Zo schreef hij voor een optreden op een reünie van Indische kampgevangenen in 1967 de zogenaamde Hirohito-hitparade. Op 31 augustus 1957 trad hij op in het door Jan Vrijman en Joes Odufré bedachte -en schandaal-veroorzakende- VPRO-televisie programma "Dag, Koninginnedag" met een reconstructie van de viering van Koninginnedag van 31 augustus 1943 in het krijgsgevangenkamp in Birma.
Op 8 november 1945 vonden Corry en Wim elkaar weer terug, en op 1 maart 1946 keerde het echtpaar terug in Nederland. Ze gingen weer het theater in en het ABC-cabaret herrees. Het werd een kweekvijver waar jonge talenten als Ton van Duinhoven, Teddy en Henk Scholten, Rijk de Gooyer hun carrière begonnen en veel anderen als Jenny Arean, Mimi Kok, Nelly Frijda, Maya Bouma, Wieteke van Dort, Frans Halsema, Marnix Kappers en Frits Lambrechts deden er ervaring op. Tekstschrijvers als Seth Gaaikema en Simon Carmiggelt leverden bijdragen.
Toen de Japanse keizer Hirohito in oktober 1971 Nederland bezocht, protesteerde Kan fel en riep op om de keizer als oorlogsmisdadiger voor de rechtbank te brengen. Het kabinet-Biesheuvel I ging weifelend om met het bezoek van de keizer. Dat irriteerde Kan en medestanders van het kabinet. Kan zong een protestlied tijdens zijn oudejaarsconferentie 1973: Er leven haast geen mensen meer.
Kan schreef: 

De regering zou hem een diner aanbieden - de regering zou hem geen diner aanbieden
hij mocht slapen op Huis ten Bosch - hij mocht daar niet slapen, maar zich alleen verschonen
de koningin zou hem ontmoeten - zou hem niet ontmoeten
hij zou op Soestdijk de lunch gebruiken - hij zou daar niets gebruiken, omdat hij brood bij zich had (...)
— Wim Kan

Kan noemde Hirohito gekscherend "De grote verzetsstrijder uit het land van de Rijzende Zon". De keizer werd ontvangen door koningin Juliana, in aanwezigheid van prinses Beatrix, prins Claus, prinses Margriet en haar echtgenoot Pieter van Vollenhoven. Kan vond het een schandaal. Zijn acties kregen veel steun van mensen met een Indisch verleden en leidden tot veel publicaties in kranten en tijdschriften, evenals tot uitzendingen op radio en televisie.
Bij het vertrek van Hirohito was er een demonstratie op Luchthaven Schiphol, waarbij Kan vergeefs trachtte zijn 'Birma-dagboek' aan de keizer aan te bieden. Vervolgens gaf hij een persconferentie. Frans Glissenaar beschrijft het voorval uitvoerig in Indië verloren, rampspoed geboren.
De schrijver Rudy Kousbroek, die ook in een Jappenkamp zat, bekritiseerde Kan omdat hij volgens hem de keizer ten onrechte verantwoordelijk hield voor de ellende in Nederlands-Indië en Birma. Rond het jaar 2000 werd door diverse publicaties duidelijk dat Hirohito zich nadrukkelijk had bemoeid met de oorlog en niet de marionet was die hij in de eerste dertig jaar na de oorlog leek te zijn geweest.
In 1984 verscheen Loe de Jongs deel 11 van Het Koninkrijk der Nederlanden in de Tweede Wereldoorlog over Nederlands-Indië tijdens de Tweede Wereldoorlog. De Jong noemt Kan zesmaal. Jarenlang ging het verhaal, waar Kan en Vonk kennelijk zelf ook in zijn gaan geloven, dat zij na alle commotie over het bezoek van Hirohito hun Oost-Azië-Verzetssterren in de Westeinderplassen gegooid hadden. In werkelijkheid lagen ze in een kluis, en tegenwoordig in het Theater Instituut Nederland.
In augustus 2017 werd Er leven haast geen mensen meer door Claudia de Breij geselecteerd als een van haar favoriete tv-fragmenten in het programma Zomergasten.

### Oudejaarsconferences
Wim Kan wordt gezien als de grondlegger van de Nederlandse oudejaarsconferences. Hij begon in 1954 met zijn oudejaarsconference voor de radio, vroeg daarvoor duizend gulden, en wenste dat de conference zonder de toen gebruikelijke censuur werd uitgezonden. In 1956, 1958, 1960, 1963 en 1966 volgden er meer, altijd bij de VARA. Het unieke aan zijn conferences was dat hij politici van alle gezindten op de hak nam, ook van zijn eigen zuil.

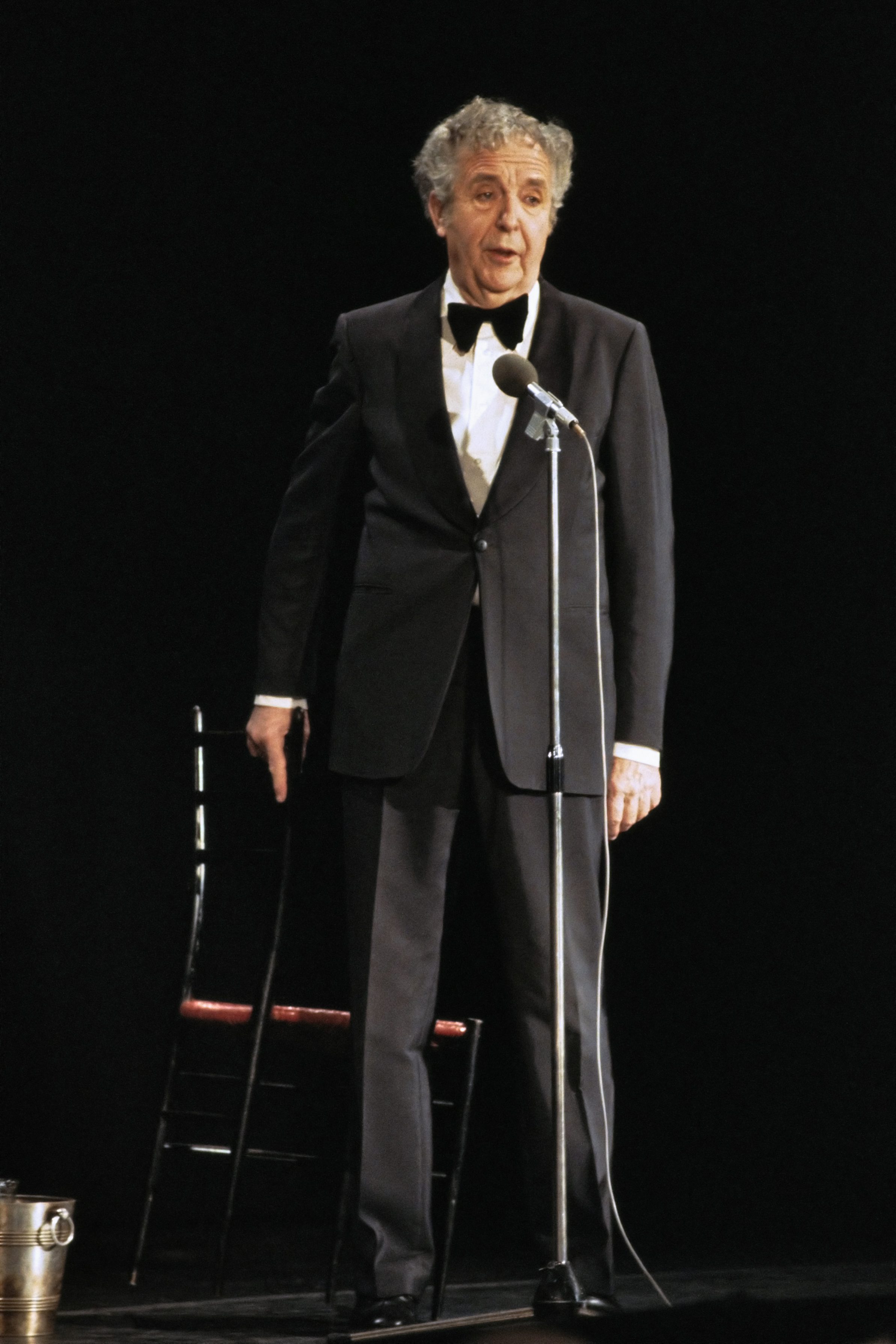
Wim Kan tijdens zijn oudejaarsconference (1979)

In 1973 hield Kan zijn eerste oudejaarsconference voor de televisie. Het werd een groot succes en hij brak alle kijkcijferrecords. De 8,8 die de kijkers gaven, is nog altijd de hoogste waardering ooit. Van de elpee van de oudejaarsconference gingen er zo'n 300.000 stuks over de toonbank. Ook de conferences van 1976 en 1979 werden successen. Naar die van 1976 keken 7,4 miljoen mensen. In 1981 gaf Kan een interview in de Alles is anders show van Aad van den Heuvel. Dit optreden liep uit op een oudejaarsconference van een half uur.
Kan was altijd heel kritisch over zijn eigen werk. Alles moest tiptop in orde zijn. Eerdere opnamen van voorstellingen van hem op 14 januari 1969 en 14 mei 1973 werden nooit op televisie uitgezonden, omdat hij er niet tevreden over was. Inmiddels zijn fragmenten van deze shows op dvd verkrijgbaar. Ook bij latere oudejaarsconferences was het altijd de vraag of Kan toestemming zou verlenen voor uitzending. Daarbij hechtte Kan veel waarde aan het oordeel van Wout van Liempt, die 25 jaar lang zijn rechterhand en manager was.
Kan richtte zich in zijn conferences voornamelijk op de politieke actualiteit. Van De Grote Drie was hij de meest politiek geëngageerde.
Hij stond voor het 'intellectuele' cabaret. Met zijn imitaties van Joseph Luns, Dries van Agt en Joop den Uyl had Kan de lachers op zijn hand. Hij kon niet de hele voorstelling uit zijn hoofd spelen. Daarom had hij spiekvellen aan de rand van het toneel liggen. Zijn stoeltje en wijnkoeler waren de enige attributen, Ru van Veen achter de piano en Corry na afloop altijd aan zijn zijde.
In 2012, 2013 en 2014 zond de televisiezender NostalgieNet op oudejaarsavond een compilatie uit van de oudejaarsconferences van Wim Kan van de jaren 60 t/m 80.

### Laatste jaar
In 1982 kreeg Corry Vonk een hersenbloeding. Hierdoor kon Kan zich dat jaar minder goed op de oudejaarsconference concentreren. De verwachtingen waren echter opnieuw hooggespannen en de kijkcijfers waren ouderwets hoog. De tv-uitzending kreeg daarentegen matige recensies. De conference begon met ambtenaar Van Puthoven (een dubbelrol van Kan, reeds bekend van het programma van Van Kooten en De Bie) die Kan erop wees dat er geen reclame mocht worden gemaakt.
Nog geen jaar later, op 8 september 1983, overleed Kan onverwacht in het St. Radboud-ziekenhuis in Nijmegen, kort nadat bij hem een onbehandelbare tumor was geconstateerd.
Wim Kan werd gecremeerd in het crematorium Moscowa aan de Waterbergseweg in Arnhem. De urn met zijn as stond daar enige jaren in het columbarium. Inmiddels is de as op zee verstrooid.

### Anderen spelen Kan
In 1996 trad Rob van de Meeberg op met het programma Ken Kan, waarin Kans Birmaverleden en zijn relatie met Corry Vonk centraal stonden. In het seizoen 2012-2013 speelde Laura van Dolron de voorstelling Oudejaarsconference. Aanvankelijk was ze van plan om de oudejaarsconference van 1976 (haar geboortejaar) integraal uit te voeren. Uiteindelijk zag ze daar van af, maar ze liet zich wel inspireren door Wim Kan: "Ik deel mijn somberheid met mijn publiek. Wim Kan mocht dat niet van zichzelf, hij moest grappig zijn en ging daar jaren bijna aan onderdoor. Hij ontroert me, die grimmige grappenmaker verslaafd en vastgeketend aan zijn roem. Ondanks zijn zwaarmoedigheid dwong Wim Kan zichzelf van zijn oudejaarsavond een heerlijk avondje te maken met pluche en poedersuiker."

## Discografie

### Albums
- 1962 – Dag Koningin, dag Prins - 10"-lp - Philips - 106 818 R
- 1964 – 12 miljoen oliebollen op aardgas (Oudejaarsavond 1963) - 10"-lp - Philips - 600 389 PR
- 1964 – Uren, dagen, maanden, jaren... - Hoogtepunten uit oudejaarsconferences 1954, 1956, 1958, 1960, 1963 - 12"-lp - Philips - P 12952 L
- 1967 – Lachend over de loongrens (Potje op 't vuur, voor 't laatste uur) - 12"-lp - Philips - P 12752 L
- 1969 – Wim Kan op oudejaarsavond 1954-1956-1958-1960-1963-1966 - 2 12"-lp's - Philips - C72 BG 223
- 1970 – Een uur-tje komische humor - 12"-lp - Westside - 6802 590
- 1974 – Oudejaarsavond 1973 - 12"-lp - Polydor - 2419 047
- 1976 – 't Koffertje van Wim Kan - 2 12"-lp's + 1 boek - De bezige bij - 9023452151
- 1976 – 40 jaar Wim Kan met Corry aan zijn zijde | Historische Geluidsdocumentatie 1936-1976 - 2 12"-lp's - De bezige bij - 6810 990/91
- 1976 – Oudejaarsavond 1976 - 12"-lp - VARAgram - EZ 46
- 1977 – Cabaret - Vandaag gisteren morgen 12 - Wim Kan - 12"-lp - Philips - 9286 798
- 1979 – Oudejaarsavond 1979 - 12"-lp - Varagram - EZ 39
- 1983 – Oudejaarsavond 1982 - 12"-lp - Varagram - ES 156
- 1986 – Gisteren - Historische theateropnamen van Wim Kan - 12"-lp - Philips - 830 229 1

### Singles
- 1957 – Weet je nog wel... Verbindende teksten door Wim Kan bij zeer oude opnames - 7"-single - Uitgeverij De Bezige Bij - BB 001
- 1957 - Oudejaarsconference 1956: Oliebollen + 't Was Me Het Jaartje Wel / Adie D'ailly - 78rpm-10"-single - PHILIPS - P 17701 H
- 1957 – 't Was me 't jaartje wel - 7"-ep - PHILIPS - 422 122 PE
- 1959 – Waardig over de drempel - Oudejaarsavond 1958 - 7"-ep - PHILIPS - 422 317 PE
- 1961 – Uithuilen en opnieuw beginnen - Oudejaarsavond 1960 - 7"-ep - PHILIPS - 433 026 PE
- 1961 – De slinger van de koffergrammofoon (Toon Hermans) / De pattefoon (met humoresque in Ges van Antonín Dvořák) - 7"- single - CCGC - PR 200
- 1962 – Kan t-tekeningen bij de oudejaarsavond - December 1962 - 7"-FD - SONOPRESSE - SHOL 191
- 1963 – Kanference / Kanference - 7"-ep - CCGC - PR 400
- 1966 – 'k Stond d'r bij en ik keek d'r naar / Met Me Vlaggetje Me Hoedje En Me Toeter - 7"-ep - CCGC - PR 800
- 1967 – Jelle sal wel Sien / Lijmen, Jan - 7"-single - PHILIPS - JF 333 663
- 1971 – Zou het erg zijn lieve opa... Als Japan gewonnen had? (Wim Kan En Corry Vonk) / Er leven haast geen mensen meer (Railroadliedje 1971) - 7"-single - IMPERIAL - 5C 006 24452
- 1972 – Wim Kan alleen, met Corry aan zijn zijde en Ru van Veen aan zijn vleugel: Flitsen uit hun succesprogramma / Een vaderhart - 7"-single - CNR - 141 194

### Dvd's
| Dvd met eventuele hitnoteringen in de Nederlandse DVD Music Top 30 | Datum van verschijnen | Datum van binnenkomst | Hoogste positie | Aantal weken | Opmerkingen |
| ------------------------------------------------------------------ | --------------------- | --------------------- | --------------- | ------------ | ----------- |
| Wim Kan compleet                                                   | 2004                  | 13-03-2004            | 7               | 2            |             |

## In populaire cultuur
- Op 15 augustus 1986 werd op het Leidseplein te Amsterdam een beeld van Wim Kan en Corry Vonk onthuld, ter herinnering aan de oprichting van het ABC-cabaret, 50 jaar eerder. Begin 1997 moest het beeld wijken voor een herinrichting van het Leidseplein. Na tien maanden werd het in december 1997 op voorspraak van Wim Ibo herplaatst op het Gevers Deynootplein in Kans geboorteplaats Scheveningen.
- Het bekende draaibare tuinhuisje in Kudelstaart, waarin Kan veel van zijn teksten schreef, werd verplaatst. Het staat nu bij het Koningstheater in 's-Hertogenbosch. In Kudelstaart, waar de Kans lang hebben gewoond, is een straat naar Kan genoemd: de Wim Kan Dreef. Hun woonhuis is inmiddels gesloopt en op de plek van het afgebroken huis is een nieuw huis gebouwd.
- Wim Kan eindigde in 2005 op nummer 96 in de verkiezing van De grootste Nederlander.

## Lijst van oudejaarsconferences
- 1954: Nou je weet wa'k zeggen wil
- 1956: 't Was me het jaartje wel
- 1958: Waardig over de drempel
- 1960: Uithuilen en opnieuw beginnen
- 1963: Twaalf miljoen oliebollen op aardgas
- 1966: Lachend over de loongrens
- 1973: Zuinig over de drempel (met het anti-Hirohitolied Er leven haast geen mensen meer)
- 1976: Waar gaan we in het nieuwe jaar naar toe
- 1979: Wankelend over de drempel
- 1982: We spreken af dat we niets afspreken

## Onderscheidingen
- Verzetsster Oost-Azië 1942-1945 (1950);
- Ridder in de Orde van Oranje-Nassau (1961).